# Sülsdorf
Sülsdorf ist ein Ortsteil der Gemeinde Selmsdorf und liegt im Nordwesten des Landkreises Nordwestmecklenburg in Mecklenburg-Vorpommern.

## Geschichte

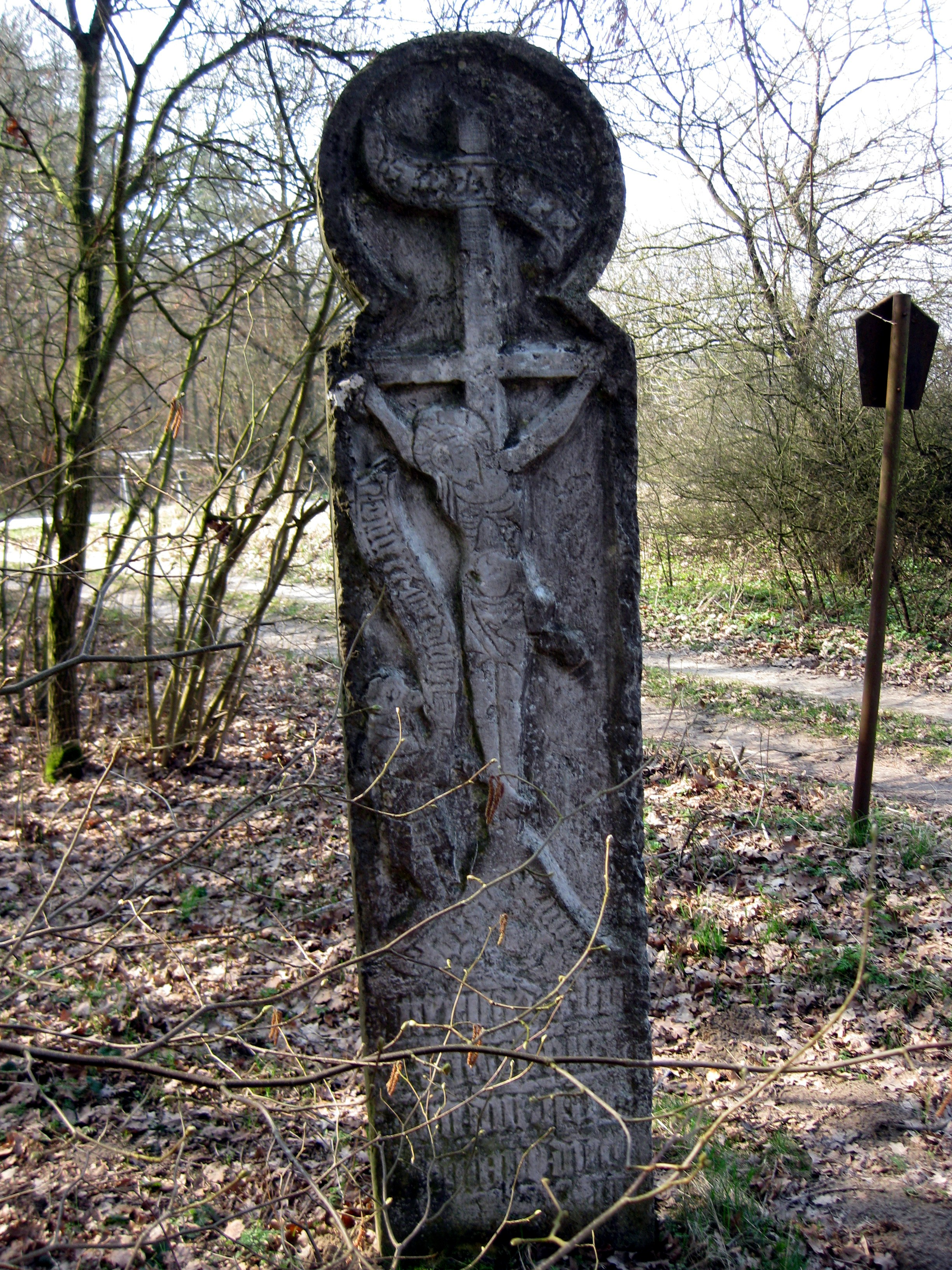
Sühnestein in Sülsdorf

Die erste urkundlich belegte Erwähnung erfolgte am 10. April 1285. Ursprünglich hatte das Angerdorf 15 Hufen. Ein 1398 in Dorfnähe am Weg nach Teschow aufgerichteter Sühnestein aus Gotland-Kalkstein mit der Inschrift Bittet Gott für Marquard Börtzow der im Jahre 1398 am Tage des heiligen Clemens starb erinnert an eine mittelalterliche Mordtat. 1590 wurde in der Nähe des Sühnesteins an einem Bach eine Wassermühle errichtet.
Ab 1648 – am Ende des Dreißigjährigen Krieges – hatte das Dorf zwölf Hofstellen, die alle noch bis Mitte des 20. Jahrhunderts bewirtschaftet wurden. 2010 gibt es noch neun Bauernhöfe, die jedoch nicht mehr landwirtschaftlich betrieben werden.
Eine Schule gab es in Sülsdorf seit 1729 zunächst in einer Altenteilerkate. 1735 wurde ein Schulhaus gebaut, ein Neubau entstand 1915. 1968 wurde der Schulbetrieb in Sülsdorf eingestellt, die Schüler besuchen seitdem die Schule in Selmsdorf. Die ehemaligen Schulgebäude und auch eine 1908 errichtete Molkerei sind heute Wohnhäuser. 1880 wurde in einer Büdnerei eine Gaststätte eingerichtet, zu der auch ein Kramwarenladen gehörte. 1896 wurde bei der Gaststätte ein 15 Meter hoher, hölzerner Aussichtsturm errichtet. Der Turm wurde in den 1930er Jahren abgerissen, die Gaststätte um 1960 geschlossen, der Laden bestand noch bis 1978 als Konsum in den ursprünglichen Räumlichkeiten fort.
Ein 1398 nahe der heutigen B 105 an der Abfahrt nach Teschow aufgerichteter Sühnestein aus Gotland-Kalkstein erinnert an eine mittelalterliche Mordtat.
Am 1. Juli 1950 verlor das Dorf durch die Eingemeindung nach Selmsdorf seine Selbständigkeit. In der DDR-Zeit lag Sülsdorf innerhalb des Grenz-Sperrgebiets und war damit Repressionen durch Zwangsumsiedlungen einiger Bauern und einer Passierscheinpflicht unterworfen. Nördlich des Ortskerns entstand eine Milchviehanlage, die nach der Wende privatisiert wurde.